# Cristóvão Jacques (astronomo)
| 29845 Wykrota         | 22 marzo 1999  |
| 33478 Deniselivon     | 2 aprile 1999  |
| 38245 Marcospontes    | 12 agosto 1999 |
| 66454 Terezabeatriz   | 3 agosto 1999  |
| 85970 Fundaçãoterra   | 11 aprile 1999 |
| 91287 Simon-Garfunkel | 21 marzo 1999  |

Cristóvão Jacques (...) è un astronomo brasiliano.
Il Minor Planet Center gli accredita la scoperta di sei asteroidi, tutte effettuate nel 1999 in parte in collaborazione con Luiz Henrique Duczmal.
Ha inoltre scoperto la cometa non periodica C/2014 E2 Jacques.